# 夏日祚
夏日祚（16世紀—17世紀），字昌齡，江西九江府德化縣人，明朝政治人物。

## 生平
夏日祚是萬曆三十四年（1606年）丙午科江西鄉試舉人，四十七年（1619年）授博羅知縣，博羅賦稅繁重號稱難治，他潔己愛民，減少徭役、釐革火耗、鏟除豪強，仁聲傳頌四境，訟獄衰微，士大夫爭相嚮往，入祀名宦祠，天啟年間陞靜寧州知州，依然清廉自持，陝西巡撫喬應甲閱邊，問他：「官箴還在嗎，是否宜通賄？」他笑著說：「居官一日，是君之臣，子民之父母，何忍挖肉取悅他人？況且行止有命，我不敢違逆天意。」因此被對方藉機彈劾，在任七個月後因父母去世回鄉，行李僅有圖書數篋，在家居二十年不曾置產，亦不曾與官員見面。

## 引用
1. 1 2  同治《【江西】德化縣志·卷三十二·人物志》：夏日祚，字昌齡，中萬厯丙午鄉試，授廣東博羅令，博邑賦重耗煩，多勢抗，號稱難治，祚潔己愛民，息徭役、釐火耗、鋤豪強，仁聲達於四境，訟獄衰息，士大夫爭慕其風，糧皆樂輸，邑以大治，祠入名宦，陞陝西靜寧州守，蒞政七月以丁艱歸遂不仕，歸里無長物，惟圖書數篋而已，居林下二十載，不置產業，當事罕識其面。
2. ↑  乾隆《靜寧州志·卷四·官師志》：夏日祚，字昌齡，江西德化人，由舉人擢知州事，茹冰自潔，時巡撫喬（應甲）閱邊，或謂曰：「官箴可否在是，宜通以賄？」笑應曰：「居官一日，是君之臣，子民之父母，何忍穵肉悅人以為一身先容？況行止有命，吾不敢違天。」遂為喬劾去。